# تپه پناهگاه ملهوسان
تپه پناهگاه ملهوسان در شهرستان نهاوند، بخش مرکزی، دهستان گاماسیاب، شمال روستای ملهوسان واقع شده و این اثر در تاریخ ۲۶ اسفند ۱۳۸۷ با شمارهٔ ثبت ۲۶۱۴۳ به‌عنوان یکی از آثار ملی ایران به ثبت رسیده است.